# Medenika
Medenika (pčelinjak, matočina, matočika, lat. Melittis melissophyllum) ime je za trajnu šumsku biljku iz porodice usnača (Labiatae, Lamiaceae) koja čini samostalni rod Melittis. Medenika razvija bijele ili ružičaste cvjetove, dok su listovi jajastog oblika s nazubljenim rubom. Plod je jajoliki kalavac.
Raste po listopadnim šumama Europe (uključujući Hrvatsku) do nadmorske visine od 1400 metara. Uzgaja se i kao ukrasna biljka, postoje kultivari: ‘Albiflora i ‘Rubriflora’; ugodnog je mirisa i medonosna. Cvjetovi mogu biti crveni (forma rubiflora) i bijeli (forma albiflora)
Ime roda dolazi od grčke riječi melitta (pčela), a ime vrste ukazuje na sličnost listova s listovima matičnjaka.

## Podvrste
- Melittis melissophyllum subsp. albida (Guss.) P.W.Ball
- Melittis melissophyllum subsp. carpatica (Klokov) P.W.Ball
- Melittis melissophyllum subsp. melissophyllum

## Sinonimi
- Melissophyllum Hill
- Oenonea Bubani

## Galerija
- Medenika u Nacionalnom parku Plitvička jezera.
- Medenika
- medenika